# Marcel Dries
Marcel Dries, né le 19 septembre 1929 à Berchem (Anvers) en Belgique et mort le 27 septembre 2011, à Wilrijk (Anvers) en Belgique, est un footballeur international belge qui joue au poste d'attaquant avant de devenir défenseur. Il est un joueur emblématique du Berchem Sport dans les années 1950 et est le fils de Léopold Dries qui évolue dans le même club avant-guerre.
Il joue avec les Diables Rouges à de nombreuses reprises, disputant notamment les deux matches de la Belgique durant la Coupe du monde 1954.

## Biographie

### En club
Formé au Berchem Sport, où son père Léopold Dries a également évolué à l'entre-deux-guerres, Marcel Dries dispute treize saisons avec le club anversois. Il se classe trois fois consécutivement deuxième du championnat lors des saisons 1948-1949, 1949-1950 et 1950-1951 avec l'équipe de Berchem.
À l'issue de la saison 1959-1960, Berchem est relégué en deuxième division, Dries rejoint alors l'Union Saint-Gilloise avec laquelle il dispute la Coupe des villes de foires. Lorsque le club bruxellois est à son tour relégué en 1963, il décide d'arrêter le football de haut niveau après 16 saisons passées au sein de l'élite.
Dries achève sa carrière en 1966 au Stade Courtrai, club aujourd'hui disparu qui évoluait alors dans les divisions inférieures et où il endosse la rôle de joueur-entraîneur,.

### En sélections nationales
International chez les jeunes avec, en point d'orgue, une belle troisième place au Championnat d'Europe juniors, il remporte également le Challenge Kentish avec l'équipe militaire avant d'être appelé à quatre reprises chez les aspirants.
Il reçoit sa première sélection en équipe A le 19 avril 1953, en amical contre les Pays-Bas (victoire 0-2 à Amsterdam). Dries fait partie des sélectionnés pour le mondial 1954 organisé en Suisse, il joue deux matchs : contre l'Angleterre (match nul 4-4 à Bâle), et l'Italie (défaite 1-4 à Lugano). C'est lui qui inscrit le 4e but belge face aux Anglais, avec l'aide il est vrai d'un défenseur britannique, qui permet aux Belges de remporter leur premier point en Coupe du monde. Il fait également partie de l'équipe lors de deux des plus retentissants succès des Diables Rouges, face à l'Allemagne, fraîchement auréolée du titre de championne du monde au terme du « Miracle de Berne » (2-0, le 26 septembre 1954) et contre la Hongrie de Puskás et Kocsis (5-4, le 3 juin 1956). En 1958, il est capitaine de la sélection belge à deux reprises, contre la Suisse et la Turquie. Sa dernière sélection date du 14 juin 1959, en amical contre l'Autriche (défaite 4-2 à Vienne).
Son bilan en équipe nationale belge s'élève à 41 sélections pour 31 matchs joués et aucun but marqué.

## Statistiques

### En club
| Saison                | Club                  | Championnat             | Championnat | Championnat | Coupe(s) nationale(s) | Coupe(s) nationale(s) | Compétition(s) continentale(s) | Compétition(s) continentale(s) | Compétition(s) continentale(s) | Total | Total |
| Saison                | Club                  | Division                | M.          | B.          | M.                    | B.                    | Comp.                          | M.                             | B.                             | M.    | B.    |
| 1947-1948             | Berchem Sport         | Division d'Honneur (D1) | 17          | 5           | -                     | -                     | -                              | -                              | -                              | 17    | 5     |
| 1948-1949             | Berchem Sport         | Division d'Honneur (D1) | 10          | 3           | -                     | -                     | -                              | -                              | -                              | 10    | 3     |
| 1949-1950             | Berchem Sport         | Division d'Honneur (D1) | 24          | 9           | -                     | -                     | -                              | -                              | -                              | 24    | 9     |
| 1950-1951             | Berchem Sport         | Division d'Honneur (D1) | 28          | 7           | -                     | -                     | -                              | -                              | -                              | 28    | 7     |
| 1951-1952             | Berchem Sport         | Division d'Honneur (D1) | 27          | 5           | -                     | -                     | -                              | -                              | -                              | 27    | 5     |
| 1952-1953             | Berchem Sport         | Division 1              | 28          | 0           | -                     | -                     | -                              | -                              | -                              | 28    | 0     |
| 1953-1954             | Berchem Sport         | Division 1              | 25          | 2           | 2                     | 0                     | -                              | -                              | -                              | 27    | 2     |
| 1954-1955             | Berchem Sport         | Division 1              | 29          | 0           | -                     | -                     | -                              | -                              | -                              | 29    | 0     |
| 1955-1956             | Berchem Sport         | Division 1              | 30          | 0           | 1                     | 0                     | -                              | -                              | -                              | 31    | 0     |
| 1956-1957             | Berchem Sport         | Division 1              | 28          | 2           | -                     | -                     | -                              | -                              | -                              | 28    | 2     |
| 1957-1958             | Berchem Sport         | Division 1              | 25          | 1           | -                     | -                     | -                              | -                              | -                              | 25    | 1     |
| 1958-1959             | Berchem Sport         | Division 1              | 26          | 2           | -                     | -                     | -                              | -                              | -                              | 26    | 2     |
| 1959-1960             | Berchem Sport         | Division 1              | 18          | 0           | -                     | -                     | -                              | -                              | -                              | 18    | 0     |
| Sous-total            | Sous-total            | Sous-total              | 315         | 36          | 3                     | 0                     | -                              | -                              | -                              | 318   | 36    |
| 1960-1961             | Union Saint-Gilloise  | Division 1              | 19          | 0           | -                     | -                     | C3                             | 1                              | 0                              | 20    | 0     |
| 1961-1962             | Union Saint-Gilloise  | Division 1              | 10          | 0           | -                     | -                     | C3                             | 1                              | 0                              | 11    | 0     |
| 1962-1963             | Union Saint-Gilloise  | Division 1              | 8           | 0           | -                     | -                     | C3                             | 3                              | 0                              | 11    | 0     |
| Sous-total            | Sous-total            | Sous-total              | 37          | 0           | -                     | -                     | -                              | 5                              | 0                              | 42    | 0     |
| 1963-1964             | Stade Courtrai        | Promotion A (D4)        | -           | -           | -                     | -                     | -                              | -                              | -                              | 0     | 0     |
| 1964-1965             | Stade Courtrai        | Promotion B (D4)        | -           | -           | -                     | -                     | -                              | -                              | -                              | 0     | 0     |
| 1965-1966             | Stade Courtrai        | Promotion D (D4)        | -           | -           | -                     | -                     | -                              | -                              | -                              | 0     | 0     |
| Sous-total            | Sous-total            | Sous-total              | -           | -           | -                     | -                     | -                              | -                              | -                              | 0     | 0     |
| Total sur la carrière | Total sur la carrière | Total sur la carrière   | 352         | 36          | 3                     | 0                     | -                              | 5                              | 0                              | 360   | 36    |

### En sélections nationales
| Saison                | Sélection             | Phases finales        | Phases finales | Phases finales | Éliminatoires CDM | Éliminatoires CDM | Matchs amicaux | Matchs amicaux | Total | Total |
| Saison                | Sélection             | Compétition           | M              | B              | M                 | B                 | M              | B              | M     | B     |
| --------------------- | --------------------- | --------------------- | -------------- | -------------- | ----------------- | ----------------- | -------------- | -------------- | ----- | ----- |
| 1951-1952             | Belgique aspirants    | -                     | -              | -              | -                 | -                 | 1              | 0              | 1     | 0     |
| 1952-1953             | Belgique aspirants    | -                     | -              | -              | -                 | -                 | 2              | 0              | 2     | 0     |
| 1957-1958             | Belgique aspirants    | -                     | -              | -              | -                 | -                 | 1              | 0              | 1     | 0     |
| Sous-total            | Sous-total            | Sous-total            | -              | -              | -                 | -                 | 4              | 0              | 4     | 0     |
| 1952-1953             | Belgique              | -                     | -              | -              | 1                 | 0                 | 2              | 0              | 3     | 0     |
| 1953-1954             | Belgique              | Coupe du monde 1954   | 2              | 0              | 1                 | 0                 | 3              | 0              | 6     | 0     |
| 1954-1955             | Belgique              | -                     | -              | -              | -                 | -                 | 6              | 0              | 6     | 0     |
| 1955-1956             | Belgique              | -                     | -              | -              | -                 | -                 | 7              | 0              | 7     | 0     |
| 1956-1957             | Belgique              | -                     | -              | -              | 0                 | 0                 | 1              | 0              | 1     | 0     |
| 1957-1958             | Belgique              | -                     | -              | -              | 2                 | 0                 | 2              | 0              | 4     | 0     |
| 1958-1959             | Belgique              | -                     | -              | -              | -                 | -                 | 4              | 0              | 4     | 0     |
| Sous-total            | Sous-total            | Sous-total            | 2              | 0              | 4                 | 0                 | 25             | 0              | 31    | 0     |
| Total sur la carrière | Total sur la carrière | Total sur la carrière | 2              | 0              | 4                 | 0                 | 29             | 0              | 35    | 0     |

### Matchs internationaux
| Matchs internationaux de Marcel Dries, | Matchs internationaux de Marcel Dries, | Matchs internationaux de Marcel Dries,               | Matchs internationaux de Marcel Dries, | Matchs internationaux de Marcel Dries, | Matchs internationaux de Marcel Dries,  | Matchs internationaux de Marcel Dries, | Matchs internationaux de Marcel Dries,                             |
| #                                      | Date                                   | Lieu                                                 | Adversaire                             | Résultat                               | Compétition                             | Club                                   | Notes                                                              |
| -------------------------------------- | -------------------------------------- | ---------------------------------------------------- | -------------------------------------- | -------------------------------------- | --------------------------------------- | -------------------------------------- | ------------------------------------------------------------------ |
| 1                                      | 19 avril 1953                          | Stade olympique, Amsterdam, Pays-Bas                 | Pays-Bas                               | V 2 - 0                                | Match amical                            | Berchem Sport                          | Titulaire.                                                         |
| 2                                      | 14 mai 1953                            | Stade du Heysel, Bruxelles, Belgique                 | Yougoslavie                            | D 1 - 3                                | Match amical                            | Berchem Sport                          | Titulaire.                                                         |
| 3                                      | 28 mai 1953                            | Stade Råsunda, Stockholm, Suède                      | Suède                                  | V 3 - 2                                | Éliminatoires de la Coupe du monde 1954 | Berchem Sport                          | Titulaire.                                                         |
| 4                                      | 23 septembre 1953                      | Stade du Heysel, Bruxelles, Belgique                 | Finlande                               | N 2 - 2                                | Éliminatoires de la Coupe du monde 1954 | Berchem Sport                          | Titulaire.                                                         |
| 5                                      | 22 novembre 1953                       | Stade du Hardturm, Zurich, Suisse                    | Suisse                                 | N 2 - 2                                | Match amical                            | Berchem Sport                          | Entre en jeu à la place de Fons Van Brandt à la 20e minute de jeu. |
| 6                                      | 9 mai 1954                             | Stade Maksimir, Zagreb, Yougoslavie                  | Yougoslavie                            | V 2 - 0                                | Match amical                            | Berchem Sport                          | Titulaire.                                                         |
| 7                                      | 30 mai 1954                            | Stade du Heysel, Bruxelles, Belgique                 | France                                 | N 3 - 3                                | Match amical                            | Berchem Sport                          | Titulaire.                                                         |
| 8                                      | 17 juin 1954                           | Stade Saint-Jacques, Bâle, Suisse                    | Angleterre                             | N 4 - 4 a.p.                           | Coupe du monde 1954                     | Berchem Sport                          | Titulaire.                                                         |
| 9                                      | 20 juin 1954                           | Stadio comunale Cornaredo, Lugano, Suisse            | Italie                                 | D 1 - 4                                | Coupe du monde 1954                     | Berchem Sport                          | Titulaire.                                                         |
| 10                                     | 26 septembre 1954                      | Stade du Heysel, Bruxelles, Belgique                 | Allemagne de l'Ouest                   | V 2 - 0                                | Match amical                            | Berchem Sport                          | Titulaire.                                                         |
| 11                                     | 24 octobre 1954                        | Bosuilstadion, Deurne, Belgique                      | Pays-Bas                               | V 4 - 3                                | Match amical                            | Berchem Sport                          | Titulaire.                                                         |
| 12                                     | 11 novembre 1954                       | Stade olympique Yves-du-Manoir, Colombes, France     | France                                 | N 2 - 2                                | Match amical                            | Berchem Sport                          | Titulaire.                                                         |
| 13                                     | 16 janvier 1955                        | Stadio della Vittoria (it), Bari, Italie             | Italie                                 | D 0 - 1                                | Match amical                            | Berchem Sport                          | Titulaire.                                                         |
| 14                                     | 3 avril 1955                           | Stade olympique, Amsterdam, Pays-Bas                 | Pays-Bas                               | D 0 - 1                                | Match amical                            | Berchem Sport                          | Titulaire.                                                         |
| 15                                     | 5 juin 1955                            | Stade du Heysel, Bruxelles, Belgique                 | Tchécoslovaquie                        | D 1 - 3                                | Match amical                            | Berchem Sport                          | Titulaire.                                                         |
| 16                                     | 25 septembre 1955                      | Stade de Strahov, Prague, Tchécoslovaquie            | Tchécoslovaquie                        | D 2 - 5                                | Match amical                            | Berchem Sport                          | Titulaire.                                                         |
| 17                                     | 28 septembre 1955                      | Stadionul 23 August, Bucarest, Roumanie              | Roumanie                               | D 0 - 1                                | Match amical                            | Berchem Sport                          | Titulaire.                                                         |
| 18                                     | 16 octobre 1955                        | Stade de Feyenoord, Rotterdam, Pays-Bas              | Pays-Bas                               | N 2 - 2                                | Match amical                            | Berchem Sport                          | Titulaire.                                                         |
| 19                                     | 25 décembre 1955                       | Stade du Heysel, Bruxelles, Belgique                 | France                                 | V 2 - 1                                | Match amical                            | Berchem Sport                          | Titulaire.                                                         |
| 20                                     | 11 mars 1956                           | Stade du Heysel, Bruxelles, Belgique                 | Suisse                                 | D 1 - 3                                | Match amical                            | Berchem Sport                          | Titulaire.                                                         |
| 21                                     | 8 avril 1956                           | Bosuilstadion, Deurne, Belgique                      | Pays-Bas                               | D 0 - 1                                | Match amical                            | Berchem Sport                          | Titulaire, remplacé par Henri Diricx à la 37e minute de jeu.       |
| 22                                     | 3 juin 1956                            | Stade du Heysel, Bruxelles, Belgique                 | Hongrie                                | V 5 - 4                                | Match amical                            | Berchem Sport                          | Titulaire.                                                         |
| 23                                     | 23 décembre 1956                       | Müngersdorfer Stadion, Cologne, Allemagne de l'Ouest | Allemagne de l'Ouest                   | D 1 - 4                                | Match amical                            | Berchem Sport                          | Titulaire.                                                         |
| 24                                     | 4 septembre 1957                       | Laugardalsvöllur, Reykjavik, Islande                 | Islande                                | V 5 - 2                                | Éliminatoires de la Coupe du monde 1958 | Berchem Sport                          | Titulaire.                                                         |
| 25                                     | 27 octobre 1957                        | Stade du Heysel, Bruxelles, Belgique                 | France                                 | N 0 - 0                                | Éliminatoires de la Coupe du monde 1958 | Berchem Sport                          | Titulaire.                                                         |
| 26                                     | 17 novembre 1957                       | Stade de Feyenoord, Rotterdam, Pays-Bas              | Pays-Bas                               | D 2 - 5                                | Match amical                            | Berchem Sport                          | Titulaire.                                                         |
| 27                                     | 26 mai 1958                            | Stade du Hardturm, Zurich, Suisse                    | Suisse                                 | V 2 - 0                                | Match amical                            | Berchem Sport                          | Titulaire et capitaine.                                            |
| 28                                     | 26 octobre 1958                        | Stade du Heysel, Bruxelles, Belgique                 | Turquie                                | N 1 - 1                                | Match amical                            | Berchem Sport                          | Titulaire et capitaine.                                            |
| 29                                     | 23 novembre 1958                       | Népstadion, Budapest, Hongrie                        | Hongrie                                | D 1 - 3                                | Match amical                            | Berchem Sport                          | Titulaire.                                                         |
| 30                                     | 19 avril 1959                          | Stade olympique, Amsterdam, Pays-Bas                 | Pays-Bas                               | N 2 - 2                                | Match amical                            | Berchem Sport                          | Titulaire.                                                         |
| 31                                     | 14 juin 1959                           | Praterstadion, Vienne, Autriche                      | Autriche                               | D 2 - 4                                | Match amical                            | Berchem Sport                          | Titulaire.                                                         |

| Matchs aspirants de Marcel Dries | Matchs aspirants de Marcel Dries | Matchs aspirants de Marcel Dries          | Matchs aspirants de Marcel Dries | Matchs aspirants de Marcel Dries | Matchs aspirants de Marcel Dries | Matchs aspirants de Marcel Dries | Matchs aspirants de Marcel Dries |
| #                                | Date                             | Lieu                                      | Adversaire                       | Résultat                         | Compétition                      | Club                             | Notes                            |
| -------------------------------- | -------------------------------- | ----------------------------------------- | -------------------------------- | -------------------------------- | -------------------------------- | -------------------------------- | -------------------------------- |
| 1                                | 25 novembre 1951                 | Stade Albert Dyserynck, Bruges, Belgique  | Luxembourg                       | V 2 - 0                          | Match amical                     | Berchem Sport                    | Titulaire.                       |
| 2                                | 19 octobre 1952                  | Stade Municipal, Luxembourg, Luxembourg   | Luxembourg                       | N 1 - 1                          | Match amical                     | Berchem Sport                    | Titulaire.                       |
| 3                                | 26 novembre 1952                 | Stade du Heysel, Bruxelles, Belgique      | Luxembourg                       | V 4 - 1                          | Match amical                     | Berchem Sport                    | Titulaire.                       |
| 4                                | 12 avril 1958                    | Zuiderparkstadion (nl), La Haye, Pays-Bas | Pays-Bas B                       | V 4 - 3                          | Match amical                     | Berchem Sport                    | Titulaire.                       |

## Palmarès

### En club
|  |  | Berchem Sport - Championnat de Belgique : - Vice-champion : 1949, 1950 et 1951 |

### En sélections nationales
|  |  | Belgique -19 ans - Championnat d'Europe -19 ans : - Troisième : 1948 |